# Список эпизодов телесериала «Её звали Никита»
Список эпизодов канадского шпионского телесериала «Её звали Никита». В период между 1997 и 2001 годами было снято 96 эпизодов за пять сезонов продолжительностью около 45 минут.

## Обзор сезонов
| Сезон | Сезон | Эпизоды | Дата выхода в США | Дата выхода в США |
| Сезон | Сезон | Эпизоды | Премьера сезона   | Финал сезона      |
| ----- | ----- | ------- | ----------------- | ----------------- |
|       | 1     | 22      | 13 января 1997    | 5 октября 1997    |
|       | 2     | 22      | 4 января 1998     | 30 августа 1998   |
|       | 3     | 22      | 3 января 1999     | 29 августа 1999   |
|       | 4     | 22      | 9 января 2000     | 27 августа 2000   |
|       | 5     | 8       | 7 января 2001     | 4 марта 2001      |

## Список эпизодов

### Сезон 1 (1997)
| № общий | № в сезоне | Название                        | Режиссёр                        | Автор сценария                 | Дата премьеры    |
| --- | ---------- | ------------------------------- | ------------------------------- | ------------------------------ | ---------------- |
| 1 | 1          | «Никита» «Nikita»               | Джон Кассар                     | Сайрус Наурасте                | 13 января 1997   |
| Никита ложно обвинена в жестоком хладнокровном убийстве, внезапно из тюрьмы её берут на подготовку в секретный 1 отдел по борьбе с терроризмом, её прежняя жизнь уничтожена, в ней она покоится с миром, теперь у неё один путь-стать хладнокровным очаровательным убийцей, но времени на подготовку мало, а начальство торопит и грозится расправой! И тогда Майкл приглашает её в дорогой ресторан… |            |                                 |                                 |                                |                  |
| 2 | 2          | «Подруга» «Friend»              | Гай Мэгар                       | Наоми Джанзэн                  | 20 января 1997   |
| Выполняя задание повышенной секретности Никита встречает школьную подругу, которая её сразу узнает, с этой секунды жизнь подруги в опасности, так как отдел не потерпит рассекречивания, Никита обещает во что бы то ни стало защитить девушку, уверяя её, а скорее себя: «Что бы не случилось, ты — это ты!!!» Да вот только её подруга детства не так проста, и Никита осознает, что у неё теперь новая жизнь и друзья тоже новые. |            |                                 |                                 |                                |                  |
| 3 | 3          | «Симона» «Simone»               | Джерри Чиккоритти               | Майкл Лосефф                   | 27 января 1997   |
| Очередное задание — уничтожить забытую организацию «стеклянный занавес», вновь начавшую вербовку террористов. Майклу не удается сдержать эмоций, ведь они 3 года назад убили его жену-шпионку. Никита внедряется в их базу с приказом «уничтожить», но внезапно задание меняется. |            |                                 |                                 |                                |                  |
| 4 | 4          | «Благотворительность» «Charity» | Кари Скогланд                   | Роберт Кокран                  | 3 февраля 1997   |
| Легко стать в наше время Золушкой, если спасти жизнь принцу, а к красивой жизни так легко привыкнуть: яхты, дорогие рестораны, изысканные гости… Только вот если это — очередное задание, можно ожидать чего угодно, к примеру, что карета превратится в тыкву, а принц в злодея. |            |                                 |                                 |                                |                  |
| 5 | 5          | «Мать» «Mother»                 | Гай Мэгар                       | Наоми Джанзэн                  | 10 февраля 1997  |
| Новое задание Никиты заставляет её притворяться давно потерянной дочерью женщины, некрасиво играть на чувствах матери, но ещё более некрасиво подпольно торговать оружием. |            |                                 |                                 |                                |                  |
| 6 | 6          | «Любовь» «Love»                 | Джон Кассар                     | Майкл Лосефф                   | 17 февраля 1997  |
| На оперативном совещании Мэдлин и один из оперативников говорят о террористе по имени Перри Бауэр, который распространяет смертельно опасный Л-вирус на основе паралитического газа, симптомами которого являются чёрные глаза и ногти. Чтобы подобраться к нему, Майкл и Никита сыграют супругов Питера и Сэйдж, на этом задании они выкладываются изо всех сил, стараясь спасти всех людей, но Никита остается недовольна, так как главный злодей сохраняет себе жизнь, договорившись с отделом… |            |                                 |                                 |                                |                  |
| 7 | 7          | «Измена» «Treason»              | Джерри Чиккоритти               | Роберт Кокран                  | 24 февраля 1997  |
| ЦРУ обращается к Первому отделу с просьбой «депортировать» из США человека по имени Субо — бывшего диссидента, сбежавшего из свой страны после переворота. ЦРУ поддерживало его за антитеррористическую деятельность, но тот вышел из-под контроля и оказался замешан в убийствах, торговле наркотиками и скупке урана. Во время миссии отдел сталкивается с непредвиденными трудностями: преступник каким-то образом узнает о готовящемся нападении и оперативники попадают в ловушку. Никита находит предателя внутри Отдела, но все оказывается гораздо сложнее, чем видится на первый взгляд, и перед ней становится сложная задача — противостоять Отделу в безуспешной попытке защитить изменника. |            |                                 |                                 |                                |                  |
| 8 | 8          | «Побег» «Escape»                | Джордж Блумфилд                 | Эндрю Деттманн и Даниэль Труди | 3 марта 1997     |
| Никита знакомится с человеком, разработавшим вирус для уничтожения личного профиля сотрудника в базе Отдела, что должно стать ключом к свободе, возможности покинуть Отдел навсегда. Вновь и вновь вынужденная мириться с грязными методами Отдела, с гибелью невинных людей, с тотальным контролем, Никита задумывается о побеге. В то же время Майкл внезапно начинает проявлять свои чувства и пытается сблизиться с ней. Теперь Никита должна выбирать между ним и свободой. |            |                                 |                                 |                                |                  |
| 9 | 9          | «Грей» «Gray»                   | Кен Джиротти                    | Роберт Кокран                  | 10 марта 1997    |
| База данных Отдела, директория, украдена. Преступник, угрожая продать информацию одной из самых влиятельных террористических групп, вынуждает Отдел выкупить её. Но вернуть директорию не удается — незадачливого торговца убивают разочарованные террористы. Не имея возможности ликвидировать утечку информации, Отдел решает покончить с террористической группой. Чтобы выманить их лидера, используют в качестве приманки ни о чём не подозревающего архитектора Грея Велмана, якобы прячущего у себя диск с директорией. Никита должна исполнить роль подруги архитектора, но в ходе операции по-настоящему им увлекается. |            |                                 |                                 |                                |                  |
| 10 | 10         | «Выбор» «Choice»                | Джордж Блумфилд                 | Майкл Лосефф                   | 7 апреля 1997    |
| Отношения Никиты и Грея развиваются, однако Отдел не приветствует ситуации такого рода. Сложно поддерживать отношения, основанные на недомолвках, и оставаться на хорошем счету в Отделе, балансируя на краю дозволенного, а Майкл, кажется, нарочно пытается усложнить все ещё больше. Нельзя всегда получать то, что хочешь, и Никита должна сделать выбор. На кону жизнь Грея. |            |                                 |                                 |                                |                  |
| 11 | 11         | «Спасение» «Rescue»             | Кен Джиротти                    | Питер Беллвуд                  | 14 апреля 1997   |
| В ходе выполнения задания (взрыв завода химического оружия) с группой оперативников в городе Клодно где-то в Восточной Европе Майкл получает ранение, и ему не удаётся вернуться со всеми обратно. Никита настаивает на операции спасения, однако шансы благополучного исхода ничтожно малы, поэтому Майкла признают потерянным для от Отдела. Между тем Майкл жив, он прячется в доме дочери местного диссидента, медсестры Энджи Георгиевой, которая берется помочь иностранному шпиону в память о репрессированном отце. Глава местных силовых структур Эгран Петрозиан в надежде захватить не только раненного иностранца, но и направленную за ним спасательную группу, устраивает намеренную утечку информации о том, что шпион жив и ещё не арестован, получив которую Шеф неожиданно меняет своё решение и назначает спасательную операцию. Никита и Мэдлен отправляются за Майклом, прикинувшись продавщицами косметики. Им удаётся найти его, как раз тогда, когда местная полиция приходит с обыском в дом Энджи. Майкл уговаривает Энджи бежать из страны вместе с ним, она соглашается но погибает за минуту до прибытия спасательного вертолета. Эгран Петрозиан оказывается оперативником Отдела, 17 лет работающим под глубоким прикрытием, а вся операция спасения Майкла, не что иное, как операция возвращения в Отдел дискредитированного взрывом завода Петрозиана. |            |                                 |                                 |                                |                  |
| 12 | 12         | «Невинный» «Innocent»           | Джордж Блумфилд                 | Майкл Лосефф                   | 21 апреля 1997   |
| Аутический развозчик пиццы Руди становится случайным свидетелем приземления самолета, привезшего атомную бомбу в одну из крупнейших метрополий. Оперативники Отдела, прибывшие минутой позже, находят там лишь его в окружении трупов. Несмотря на умственную неполноценность, Руди обладает феноменальной памятью, его воспоминания — единственная зацепка, позволяющая выйти на людей, объявивших о намерении взорвать атомную бомбу через 24 часа. Однако согласно внутренним инструкциям Отдела, посторонние, узнавшие о его существовании, должны быть ликвидированы, как опасные свидетели. Никита прилагает все усилия к тому, чтобы сохранить жизнь невинному человеку. |            |                                 |                                 |                                |                  |
| 13 | 13         | «Новенькая» «Recruit»           | Реза Бадии                      | Ларри Рискин                   | 22 июня 1997     |
| Юная Карен заканчивает своё обучение в Отделе. Её инструктор должен решить способна ли она быть оперативником. В случае отрицательного ответа — девушка будет ликвидирована. Однако инструктора Карен, Брайана, отстраняют от работы с девушкой, а принятие решения поручают Никите. Это огромный груз ответственности, и Никита прилагает все усилия, чтобы не ошибиться. Карен кажется робкой, милой девушкой, из-за всех сил старающейся всем понравится. Вальтер и в особенности Майкл явно симпатизируют ей. Но на первом же задании Карен убивает своего бывшего инструктора, по её словам, изнасиловавшего её, и хотя Никита не выдает девушку, она начинает сомневаться в невинности новенькой. Никто вокруг не разделяет этих сомнений, но от верности решения зависит жизнь не только новенькой, но и самой Никиты. |            |                                 |                                 |                                |                  |
| 14 | 14         | «Гамбит» «Gambit»               | Джон Кассар                     | Майкл Лосефф                   | 29 июня 1997     |
| Грегори Каслер — преступник, обладающий умом шахматного гроссмейстера и хладнокровием серийного убийцы, неуловимый, высокооплачиваемый наемник — по поручению одной из террористических групп берется за отравление воды крупного города радиоактивным кобальтом-60. И хотя Отделу удается задержать его, он не раскрывает местоположение пропавшего кобальта. Хладнокровная Мэдлен вступает в состязание умов с Каслером. |            |                                 |                                 |                                |                  |
| 15 | 15         | «Одержимая» «Obsessed»          | Т.Дж. Скотт                     | Роберт Кокран                  | 20 июля 1997     |
| Отдел занят устранением Дэвида Фанинга — опасного преступника и жестокого убийцы, однако его неприкосновенность обеспечивают некие компрометирующие запад документы, так называемая «Книга», которую тот бережет, как зеницу ока. Сведения о местоположении книги хранятся на компьютере в доме Фанинга, но проникнуть туда постороннему нет возможности. Миссию поручают Майклу, он должен соблазнить жену Фанинга, Лизу — хрупкую, нерешительную женщину, покорно сносящую жестокость мужа. |            |                                 |                                 |                                |                  |
| 16 | 16         | «Шум» «Noise»                   | Реза Бадии и Т.Дж. Скотт        | Майкл Лосефф                   | 27 июля 1997     |
| На одном из заданий компьютерщик Сеймур Биркофф координировал работу оперативников, когда в фургон, в котором он находился, ворвался преступник. Биркофф едва не погиб. Произошедшее сильно подействовало на него и на следующем задании, напуганный непонятным шумом снаружи, он покинул фургон. Оставленные без координации оперативники подверглись обстрелу. За совершенную ошибку Биркоффа отстранили от работы. Никита решает помочь Сеймуру справится с произошедшим. |            |                                 |                                 |                                |                  |
| 17 | 17         | «Война» «War»                   | Рене Боньер                     | Морис Хёрли                    | 3 августа 1997   |
| Группировка Red Cell взломала директорию Отдела и начала охоту за его сотрудниками по всему миру. Командный пункт отдела эвакуируется, его новое месторасположение засекречено от всех, включая сотрудников Отдела, чтобы те не смогли выдать его под пытками. Однако Майкл в нарушение правил сообщает его Никите. Никите и Майклу поручают раздобыть информацию о командном пункте Red Cell, раньше, чем Отдел будет уничтожен. Они выходят на след, но попадают в ловушку. Red Cell, имеющие доступ к личным файлам сотрудников Отдела, решают использовать привязанность Никиты к Майклу, чтобы заставить назвать расположение нового командного пункта. |            |                                 |                                 |                                |                  |
| 18 | 18         | «Пропавший» «Missing»           | Реза Бадии                      | Наоми Джанзэн                  | 10 августа 1997  |
| Отдел готовит операцию по предотвращению кражи новой микросхемы для управления военной техникой. Оперативники должны внедрится в группу, планирующую кражу, помочь её осуществить и привести боевиков Отдела на место сделки, чтобы устранить и воров и покупателей. Среди тех, кто готовит кражу, сын шефа Первого отдела, Стивен Вульф, ввязавшийся в это ради денег, которые намерен потратить на поиски пропавшего после войны во Вьетнаме отца. Накануне операции шеф обращается к Никите с просьбой: если та поможет спасти его сына, то сможет навсегда покинуть Отдел. |            |                                 |                                 |                                |                  |
| 19 | 19         | «Голоса» «Voices»               | Дэвид Уарри-Смит                | Морис Хёрли                    | 17 августа 1997  |
| На возвращающуюся с задания Никиту нападает маньяк, та легко справляется с ним, но у драки находятся свидетели. Детектив Марко О Брайен давно и безуспешно разыскивающий прямые доказательства для ареста человека, напавшего на Никиту, разыскивает её по описанию. Он пытается уговорить Никиту дать свидетельские показания в суде. Однако это невозможно, так как официально Никиты не существует. Упрямый детектив не сдается, он собирает информацию о Никите, в попытке понять, почему та отказывается от сотрудничества, пока не узнает слишком много и не становится опасным для Отдела. |            |                                 |                                 |                                |                  |
| 20 | 20         | «Промывание мозгов» «Brainwash» | Рене Боньер                     | Питер Беллвуд                  | 21 сентября 1997 |
| Вальтер и Биркофф собираются протестировать прибор — фазовый шлем, создающий виртуальную реальность. Никита вызывается опробовать шлем на себе, несмотря на возражение Майкла. Тогда Майкл просит её запомнить всё, что она увидит. Никита надела шлем, и увидела множество сменяющихся картинок, и видит девочку, в которой узнаёт себя в детстве. Мэдлен просит Вальтера присматривать за Никитой. Она говорит, что этот шлем испытывали пять разных людей, которые рано или поздно покончили жизнь самоубийством. Майкл заглядывает к Никите, но та не пускает его, сказав, что всё с ней хорошо. Майкл возвращается и говорит Мэдлен, что создатель прибора жил в плохих условиях где-то на территории Восточной Европы. Биркофф показывает логотип фирмы «Далмор Электроникс», расположенной на территории Англии. Никита просит у Вальтера разрешение ещё раз надеть шлем, но тот отвечает отказом, говоря, что этот шлем опасный. |            |                                 |                                 |                                |                  |
| 21 | 21         | «Приговор» «Verdict»            | Рене Боньер и Гилберт М. Шилтон | Питер Беллвуд и Роберт Кокран  | 28 сентября 1997 |
| 22 | 22         | «Милосердие» «Mercy»            | Джозеф Л. Скэнлэн               | Майкл Лосефф                   | 5 октября 1997   |

### Сезон 2 (1998)
| № общий | № в сезоне | Название                                 | Режиссёр          | Автор сценария              | Дата премьеры   |
| --- | ---------- | ---------------------------------------- | ----------------- | --------------------------- | --------------- |
| 23 | 1          | «Возвращение» «Hard Landing»             | Джон Кассар       | Майкл Лосефф                | 4 января 1998   |
| Шеф и Мэдлин замечают, что Майкл все эти полгода не может забыть Никиту. На оперативном совещании Шеф говорит, что террористическая организация «Лига свободы» взорвала самолёт с туристами. Нужно найти местоположение их нового штаба, а также человека по имени Стюарт Шеррин, который отмывает для организации деньги, и торгует оружием. Майкл и Биркофф разрабатывают план операции в Таиланде, и Шеф назначает руководителем операции Акермана. Майкла отстраняют, и он спрашивает, зачем это сделали. Мэдлин говорит Майклу, что он всё равно не сможет вернуть Никиту. Прилетев в Таиланд, Майкл заходит в ресторан и говорит с азиатом, который сообщает, что Шеррин работает не в Финляндии, а в Стокгольме. Оперативники прибывают в Лион, где должно состояться похищение инженера. Группу окружают террористы. Майкл догадывается, что кто-то дал наводку на них. Отстреливаясь, Майкл видит Никиту, но когда поворачивается, её уже нет. Потом ему удаётся найти Никиту на судне, и они занимаются любовью. Никита спрашивает Майкла, чем он занимался всё это время, а Майкл говорит, что собирал информацию, и не знал, что Никита жива. Шеф и Мэдлен выявляют наводчика на группу оперативников, и к ним попадает запись, на которой Никита живая. Начальство понимает, что Никите удалось спастись. Сотрудники Отдела захватывают Акермана, сдавшего группу оперативников, а потом убивают. |            |                                          |                   |                             |                 |
| 24 | 2          | «Особый отдел» «Spec Ops»                | Т. Дж. Скотт      | Роберт Кокран               | 11 января 1998  |
| Шеф и Мэдлин наблюдают за тренирующейся Никитой, и Мэдлин говорит, что ею будет заниматься Юрген. Майкл спрашивает почему, и та говорит ему, что Никита отсутствовала шесть месяцев, и ей нужно войти в форму. |            |                                          |                   |                             |                 |
| 25 | 3          | «Третий лишний» «Third Person»           | Джон Кассар       | Майкл Лосефф                | 18 января 1998  |
| 26 | 4          | «Приближение к нулю» «Approaching Zero»  | Рене Боньер       | Майкл Лосефф                | 1 февраля 1998  |
| 27 | 5          | «Новый режим» «New Regime»               | Джон Кассар       | Роберт Кокран               | 1 марта 1998    |
| На оперативном совещании Шеф говорит о разработке смертельно опасного газа Р-1. Нужно узнать, где находится лаборатория. Неожиданно один из оперативников Кронен вытаскивает пистолет, и ранит Шефа. Его отвозят в больницу, и в Отделе появляется знакомый Майклу и Никите по Восточной Европе — Эгран Петрозиан. Он заявляет, что примет руководство Отделом на себя. Также он заявляет Майклу, что на задание пойдёт он один, а Никита останется в Отделе, и будет руководить операцией. Мэдлин пытается отговорить Петрозиана, объясняя, что у Никиты мало опыта для такой работы, но тот настаивает на своём. Никита остаётся с Биркоффом и руководит операцией. Мэдлин предупреждает Никиту, чтобы та была осторожной, а сама идёт в больницу и спрашивает о здоровье Шефа. Врач говорит, что Шеф может не выжить, и тогда Мэдлен наставляет на него пистолет, и требует сделать всё возможное и невозможное. |            |                                          |                   |                             |                 |
| 28 | 6          | «Одиночный поиск» «Mandatory Refusal»    | Кен Джиротти      | Дэвид Эрман                 | 8 марта 1998    |
| 29 | 7          | «Часть жизни» «Half-Life»                | Рене Боньер       | Морис Хёрли                 | 22 марта 1998   |
| 30 | 8          | «Я вижу сквозь тьму» «Darkness Visible»  | Кен Джиротти      | Дэвид Эрман                 | 29 марта 1998   |
| 31 | 9          | «С открытым сердцем» «Open Heart»        | Рене Боньер       | Эллиот Штерн                | 5 апреля 1998   |
| 32 | 10         | «Первое задание» «First Mission»         | Гай Мэгар         | Питер Мохан и Джим Хеншоу   | 12 апреля 1998  |
| 33 | 11         | «Странствующий медиум» «Psychic Pilgrim» | Рене Боньер       | Майкл Лосефф                | 19 апреля 1998  |
| 34 | 12         | «Жертва» «Soul Sacrifice»                | Дэвид Уарри-Смит  | Майкл Лосефф                | 14 июня 1998    |
| 35 | 13         | «Не был» «Not Was»                       | Рене Боньер       | Майкл Лосефф                | 21 июня 1998    |
| 36 | 14         | «Ультиматум» «Double Date»               | Джон Кассар       | Роберт Кокран               | 28 июня 1998    |
| 37 | 15         | «Странная логика» «Fuzzy Logic»          | Кен Джиротти      | Майкл Лосефф                | 5 июля 1998     |
| 38 | 16         | «Старые привычки» «Old Habits»           | Терри Ингрэм      | Морис Хёрли                 | 12 июля 1998    |
| 39 | 17         | «Наизнанку» «Inside Out»                 | Кен Джиротти      | Морис Хёрли                 | 26 июля 1998    |
| 40 | 18         | «Вне профиля» «Off Profile»              | Джон Фоусет       | Дэвид Эрман                 | 2 августа 1998  |
| 41 | 19         | «Последняя ночь» «Last Night»            | Кларк Джонсон     | Роберт Кокран               | 9 августа 1998  |
| 42 | 20         | «Меж двух огней» «In Between»            | Джозеф Л. Скэнлэн | Майкл Лосефф                | 16 августа 1998 |
| 43 | 21         | «Сад Эдриан» «Adrian’s Garden»           | Брэд Тёрнер       | Майкл Лосефф                | 23 августа 1998 |
| 44 | 22         | «Последняя игра» «End Game»              | Джозеф Л. Скэнлэн | Роберт Кокран и Дэвид Эрман | 30 августа 1998 |

### Сезон 3 (1999)
| № общий | № в сезоне | Название                                       | Режиссёр          | Автор сценария  | Дата премьеры   |
| --- | ---------- | ---------------------------------------------- | ----------------- | --------------- | --------------- |
| 45 | 1          | «В поисках Майкла» «Looking for Michael»       | Джон Кассар       | Майкл Лосефф    | 3 января 1999   |
| Шеф решает отправить Никиту на задание, где она может погибнуть, но ей удаётся спастись. С помощью Биркоффа она находит местонахождение Майкла. Приехав к нему, узнаёт, что у него есть жена и маленький сын. |            |                                                |                   |                 |                 |
| 46 | 2          | «Чужая тень» «Someone Else’s Shadow»           | Рене Боньер       | Майкл Лосефф    | 10 января 1999  |
| Первый Отдел вышел на отца Елены: он причастен к совершению терактов в Европе. Елена об отце ничего не знает, так как тот бросил семью, когда та была маленькой, и больше отца не видела. Никита спрашивает Майкла о семье, а он говорит, что это — закрытая информация. Мэдлин допрашивает двух пленных террористов, с целью выяснить, кто их нанял. Один из них говорит, что их нанял Салла Вачек. Шеф хочет, чтобы Майкл уговорил Елену встретиться с отцом. Майкл же в свою очередь предлагает Шефу включиться в это дело Никиту, так как та была у них. Никита приходит к Майклу. Во время застолья Елена рассказывает ей про отца: её мать умерла, едва девушка достигла совершеннолетия, а отца она видеть не хочет. Елена предлагает Никите погостить у них. |            |                                                |                   |                 |                 |
| 47 | 3          | «Дебютные страхи» «Opening Night Jitters»      | Джон Кассар       | Дэвид Дж. Бурк  | 17 января 1999  |
| Биркофф говорит Никите, что Вачек устроил несколько новых взрывов в Европе. Дальше Майкл приглашает Никиту к себе и говорит, что Шеф поручил ему отравить Елену, а Никита должна проследить, чтобы он всё выполнил. Вальтер отдаёт Майклу препарат, который нужно добавить в питьё, и сразу появятся симптомы смертельной болезни. Во время застолья Майкл тайком добавляет препарат в питьё Елены. Мик Штоппель приходит к Никите и говорит, что Шеф поселил его по соседству. Елену отвозят в больницу, где у неё выявляют менингит спинного мозга. Между тем Шеф и Мэдлин узнают о новых взрывах, и приходят к мнению, что теракты готовились на Дальнем Востоке. Майкл приходит к Вальтеру за противоядием. Мэдлин говорит Майклу, что Елена и Адам будут спрятаны в надёжном месте, а если он захочет, может получить о них информацию. |            |                                                |                   |                 |                 |
| 48 | 4          | «Врата ада» «Gates of Hell»                    | Рене Боньер       | Роберт Кокран   | 24 января 1999  |
| 49 | 5          | «Имитация смерти» «Imitation of Death»         | Брэд Тёрнер       | Сайрус Наурасте | 7 марта 1999    |
| На оперативном совещании Шеф говорит о террористе по имени Иван Чернов, который крадёт детей на улице, а потом обучает в течение несколько лет с целью продажи террористам, которые могут их использовать по своему усмотрению. У них есть контакт с одним из его людей, и Майклу с Никитой поручено с ним встретиться. Чернова надо взять живым, чтобы потом допросить. Никита и Майкл встречаются с Черновым, и Майкл в свою очередь говорит, что Никита — его телохранитель. Он «продаёт» Никиту Чернову за миллион и уходит. Тем временем Шеф говорит Биркоффу, что нужно убрать Феликса, который провалил очередное задание. Феликс подкарауливает Биркоффа и грозится его убить. Потом Биркофф рассказывает об этом Майклу. Между тем Чернов говорит Никите, что она им нужна для особой операции, и может осматриваться. Однако он предупреждает, что сбежать не получится, так как охрана усилена. Никита говорит ему, что его работа — торговля детьми, а он в свою очередь говорит, что это не дети, а вещи. Шеф посылает спасательную группу, оперативники входят в лабораторию, и Чернов вкалывает себе укол, после которого умирает.                 |            |                                                |                   |                 |                 |
| 50 | 6          | «Любовь и родина» «Love and Country»           | Тед Ханлан        | Лоуренс Хэртцог | 21 марта 1999   |
| 51 | 7          | «Кошки-мышки» «Cat and Mouse»                  | Терри Ингрэм      | Эд Хоровиц      | 28 марта 1999   |
| 52 | 8          | «Вне коробки» «Outside the Box»                | Гордон Ланжевен   | Джеймс Коррис   | 4 апреля 1999   |
| 53 | 9          | «Скольжение во тьму» «Slipping Into Darkness»  | Рик Джейкобсон    | Питер М. Ленков | 11 апреля 1999  |
| 54 | 10         | «Под воздействием» «Under the Influence»       | Рик Джейкобсон    | Питер М. Ленков | 25 апреля 1999  |
| 55 | 11         | «Немая роль» «Walk on By»                      | Рене Боньер       | Майкл Лосефф    | 25 апреля 1999  |
| 56 | 12         | «Болевой порог» «Threshold of Pain»            | Терри Ингрэм      | Майкл Слоун     | 6 июня 1999     |
| 57 | 13         | «За чертой» «Beyond the Pale»                  | Рене Боньер       | Лоуренс Хэртцог | 13 июня 1999    |
| 58 | 14         | «Рука об руку» «Hand to Hand»                  | Т. Дж. Скотт      | Эд Хоровиц      | 20 июня 1999    |
| На оперативном совещании Шеф говорит о торговце оружием по имени Чарльз Майер, который снабжает террористов своим товаром. Его нужно ликвидировать, а также его посредника Амалина Анагера, который находится в Казахстане: он держит бордель для извращенцев, для которого набирает девушек из Киева. Их задача пометить и убрать Майера. В Отдел приходит Рене из отдела надзора. Никита появляется в модельном агентстве, и советует одной из девушек по имени Сондра, сбежать, пока не поздно. Затем её вызывают, она проходит собеседование, и остаётся в агентстве. |            |                                                |                   |                 |                 |
| 59 | 15         | «Перед тем, как я засну» «Before I Sleep»      | Джоэл Сурноу      | Питер М. Ленков | 27 июля 1999    |
| Мэдлин допрашивает пойманную Джен Бейлин, с целью выяснить, где сейчас находится Марко Эш. Потом она говорит Шефу, что нужно довестьи дело с Эшем. Джен едет по улице на машине, а Никита, Майкл, и несколько оперативников следят за ней. |            |                                                |                   |                 |                 |
| 60 | 16         | «Прощай, Париж» «I Remember Paris»             | Терри Ингрэм      | Майкл Лосефф    | 18 июля 1999    |
| Сотрудники Отдела захватывают члена террористической организации «Стеклянная завеса». Мэдлин начинает его допрашивать, но тот высвободившись, душит её, а потом сбегает. Майкл и Биркофф установили личность пленника — это Борис Тайко, работающий в Каспийском море. Шеф спрашивает Вальтера, где Мэдлин, и тот говорит, что он её не видел, а потом, направив камеру, замечает, что та лежит без сознания. Мэдлин приходит в себя, и говорит, что с ней всё в порядке. |            |                                                |                   |                 |                 |
| 61 | 17         | «Когда всё хорошо» «All Good Things»           | Терри Ингрэм      | Эд Хоровиц      | 25 июля 1999    |
| Шеф и Мэдлин сообщают Майклу о ситуации на Балканах, в которой прослеживается связь с Ближним Востоком. Шефа временно отзывают в Центр, и он возлагает руководство Отделом на Майкла, а Мэдлин поручает анализировать ситуацию изнутри. Также Шеф упоминает о человеке по имени Луиджи Бергоми, которого нужно поймать. Майкл говорит, что его заместителем будет Никита, так как у неё достаточно квалификации. На оперативаном совещании Майкл говорит, что нужно выследить и уничтожить торговца Луиджи Бергоми. Один из оперативников, Уоллес спорит с Майклом: он не согласен с назначением Никиты. После того, как агенты возвращаются с задания, Биркофф говорит Никите, что оно было провалено, и более того, погиб Уоллес. Майклу предстоит встретиться с Джорджем. Никита спрашивает у Вальтера, каким был Шеф, до того, как стал на своё место, и тот говорит ей, что Шеф был точно таким же. Тем временем Джордж спрашивает Майкла о дальнейших действиях, а тот говорит, что Бергоми они выследили, и уже готовы поймать. Тем временем Шеф возвращается в Отдел, и Майкл передаёт ему командование. Мэдлин говорит Шефу, что они недооценили Майкла. |            |                                                |                   |                 |                 |
| 62 | 18         | «Бандитский налёт» «Third Party Ripoff»        | Т. Дж. Скотт      | Майкл Лосефф    | 1 августа 1999  |
| Вальтер и Биркофф знакомятся с новенькой сотрудницей Валери. |            |                                                |                   |                 |                 |
| 63 | 19         | «Любой ценой» «Any Means Necessary»            | Дэвид Стрейтон    | Лоуренс Хэртцог | 8 августа 1999  |
| 64 | 20         | «Черепаха с тремя глазами» «Three Eyed Turtle» | Джон Кассар       | Морис Хёрли     | 15 августа 1999 |
| 65 | 21         | «Игра с огнём» «Playing With Fire»             | Джозеф Л. Скэнлэн | Питер М. Ленков | 22 августа 1999 |
| 66 | 22         | «Время взаймы» «On Borrowed Time»              | Джозеф Л. Скэнлэн | Тед Ханлан      | 29 августа 1999 |

### Сезон 4 (2000)
| № общий | № в сезоне | Название                                                          | Режиссёр          | Автор сценария                    | Дата премьеры   |
| --- | ---------- | ----------------------------------------------------------------- | ----------------- | --------------------------------- | --------------- |
| 67 | 1          | «На грани провала» «Getting Out of Reverse»                       | Джон Кассар       | Майкл Лосефф                      | 9 января 2000   |
| На совещании Шеф показывает оперативникам фотографию женщины по имени Ирина Киренская, и говорит, что её схватили и держат в посольстве Казахстана. Она пока не раскололась, и им нужно её вытащить, до того как та заговорит. Им удаётся выполнить задание. Мэдлен говорит Шефу, что их обработка удалась, так как Никита взорвала помещение, где были люди. Майкл пытается открыть файл Никиты, но там информация оказывается закрытой или отсутствует. Никита говорит Майклу, что у неё не было выбора, и её перепрограммировали. Дальше Майкл приходит к Биркоффу и просит сделать анализ глаз Никиты. Потом Биркофф говорит Майклу, что нашёл следы нейровмешательства по системе Гелмана. Вальтер говорит Майклу, что разговаривал с Никитой и считает, что с ней всё в порядке. Затем Майкл встречается с самим Гелманом, и спрашивает, можно ли все изменения исправить. Тот говорит, что можно, но подробности он не скажет, так как заплатит своей жизнью. |            |                                                                   |                   |                                   |                 |
| 68 | 2          | «Заданий не будет» «There Are No Missions»                        | Рене Боньер       | Майкл Лосефф                      | 9 января 2000   |
| Отдел отправляет команду на поиски сбежавшего Майкла. Шеф поручает Никите, когда она встретится с Майклом, убить его. Майкл уверен, что Эдриан ещё жива и находится где-то в Отделе. Между тем Шеф отправляет группу Девенпорта на поиски Майкла, который добирается до криолаборатории, где содержится Эдриан. Сотрудникам Отдела не удаётся Майкла поймать, и Шеф понимает, что Майклу удалось провести его. Мэдлен говорит Шефу, что Эдриан в коме, но Шеф говорит, что так Майкл может выйти на Никиту. С помощью Мика Штоппеля Майкл перетаскивает Эдриан в мотель, а Мик привозит оружие, которое просил Майкл. Майкл же забрал Эдриан из мотеля, и увёз в безопасное место. Эдриан не знает, кто он такой, и пытается узнать, что происходит. |            |                                                                   |                   |                                   |                 |
| 69 | 3          | «С видом на сад» «View of the Garden»                             | Джон Кассар       | Роберт Кокран                     | 16 января 2000  |
| Шеф спрашивает Вальтера помогал ли он Майклу, и предупреждает, что все, кто попытается ему помочь, понесут строгое наказание. Эдриан остатками воспоминания вспоминает Джорджа. Тем временем Вальтер говорит Биркоффу, что нужно помочь Майклу вернуть Никиту. Майкл выясняет, что Эдриан всё помнит, на самом деле она прикидывалась, что не может ничего вспомнить. Она говорит, что Никите ещё можно помочь. Позже Никита встречается с Майклом и Эдриан, и говорит последней, что решает вернуться в Отдел, где ей место. Джордж появляется в Отделе, он и Шеф идут по коридору и разговаривают. Тогда Вальтер и Биркофф запускают запись разговора Майкла с Эдриан. Дальше Майкл и Никита приходят в Отдел. Майкл говорит Шефу и Мэдлин, что если они попытаются его отстранить или ликвидировать, то он доложит Джорджу, что Эдриан жива. |            |                                                                   |                   |                                   |                 |
| 70 | 4          | «Сквозь зеркало» «Into the Looking Glass»                         | Рене Боньер       | Питер М. Ленков                   | 23 января 2000  |
| 71 | 5          | «Человек в центре» «Man in the Middle»                            | Тед Ханлан        | Лоуренс Хэртцог                   | 20 февраля 2000 |
| На оперативном совещании Шеф показывает фотографию Хельмута Волкера, за которым они давно наблюдают. Он сын Вольфганга Волкера, связан с «Красной ячейкой», и торгует наркотиками. Майкл и Никита отправляются на задание, и ловят двух наркодилеров - Фредди и Анну, которые должны передать партию героина Волкеру. Они отбирают у наркодилеров товар, и под их видом приходят к Волкеру. Хельмут начинает уделять Никите знаки внимания, и говорит, что хочет взять её в жёны. Шеф и Мэдлин советуют Никите принять предложение Волкера, пока не закончится операция. Далее Никита спрашивает у Майкла, так ли у него было с Еленой. Майкл просит Вальтера достать ему демодулятор, но неожиданно об этом узнаёт Шеф. Никита выходит замуж за Волкера, и уезжает с ним. Шеф и Мэдлин говорят Майклу, что кроме Никиты эту операцию им поручить некому. |            |                                                                   |                   |                                   |                 |
| 72 | 6          | «Во имя любви» «Love, Honor and Cherish»                          | Терри Ингрэм      | Лоуренс Хэртцог                   | 27 февраля 2000 |
| 73 | 7          | «Пожалев дьявола» «Sympathy for the Devil»                        | Брэд Тёрнер       | Лоуренс Хэртцог                   | 5 марта 2000    |
| 74 | 8          | «Никто не живёт вечно» «No One Lives Forever»                     | Брэд Тёрнер       | Питер М. Ленков                   | 12 марта 2000   |
| 75 | 9          | «Вниз по кривой» «Down A Crooked Path»                            | Терри Ингрэм      | Питер М. Ленков                   | 19 марта 2000   |
| 76 | 10         | «Он пришёл из четвёртого отдела» «He Came From Four»              | Рене Боньер       | Эд Хоровиц                        | 2 апреля 2000   |
| Шеф и Мэдлин узнают о человеке по имени Янис Стрейт, работающего на «Красную ячейку». На оперативном совещании Шеф показывает наблюдательную базу «Красной ячейки», а затем говорит, что Джордж собирается прислать наблюдателя из четвёртого отдела. Никита говорит Вальтеру, что нужно ждать дознавателя, и в этот момент входит десятилетний мальчик. Он говорит, что его зовут Джером, и его прислали из четвёртого отдела. Биркофф говорит, что в четвёртом отделе сплошь телекинетики и телепаты. |            |                                                                   |                   |                                   |                 |
| 77 | 11         | «Время быть героями» «Time to be Heroes»                          | Джерри Чиккоритти | Питер М. Ленков                   | 16 апреля 2000  |
| 78 | 12         | «Ад не знает ярости» «Hell Hath No Fury»                          | Рене Боньер       | Лоуренс Хэртцог                   | 23 апреля 2000  |
| 79 | 13         | «Распрощаться с прошлым» «Kiss the Past Goodbye»                  | Брэд Тёрнер       | Фредерик Раппапорт                | 25 июня 2000    |
| 80 | 14         | «Линия на песке» «Line in the Sand»                               | Джоэл Сурноу      | Питер М. Ленков                   | 2 июля 2000     |
| 81 | 15         | «Отмена, неудача, попытка, конец» «Abort, Fail, Retry, Terminate» | Брэд Тёрнер       | Питер М. Ленков                   | 16 июля 2000    |
| Биркофф создал программу «Искусственный Разум» (ИР), на радостях, что его ждёт отпуск. Однако отпуск отменяется, и в отместку программа выходит из-под контроля. |            |                                                                   |                   |                                   |                 |
| 82 | 16         | «Поймай падающую звезду» «Catch A Falling Star»                   | Джозеф Л. Скэнлэн | Лоуренс Хэртцог                   | 23 июля 2000    |
| 83 | 17         | «Заодно с врагом» «Sleeping with the Enemy»                       | Джон Кассар       | Эрик Бирн                         | 30 июля 2000    |
| 84 | 18         | «Игрушки в подвале» «Toys in the Basement»                        | Рене Боньер       | Лоуренс Хэртцог                   | 6 августа 2000  |
| На одном из заданий в Никиту стреляют. Её подбирает Генри Коллинз, у которого есть хобби — подбирать бездомных животных. Он выхаживает Никиту, но не позволяет ей выходить. В Отделе Шеф говорит, что если Никита через семьдесят два часа не выйдет на связь, то её будут считать погибшей. Майкл просит Шефа пятнадцать дней отпуска, чтобы найти Никиту. Он берёт у Вальтера оружие, проникает в дом Генри, и спасает Никиту. |            |                                                                   |                   |                                   |                 |
| 85 | 19         | «Время безумия» «Time Out of Mind»                                | Брэд Тёрнер       | Дэвид Эрман                       | 13 августа 2000 |
| 86 | 20         | «Отражение в зеркале» «Face in the Mirror»                        | Рене Боньер       | Питер М. Ленков и Лоуренс Хэртцог | 20 августа 2000 |
| 87 | 21         | «В заячьей норе» «Up the Rabbit Hole»                             | Терри Ингрэм      | Лоуренс Хэртцог и Питер М. Ленков | 27 августа 2000 |
| Никита сбегает из Отдела, и предлагает Майклу присоединиться к ней. Майкл в конце концов соглашается. |            |                                                                   |                   |                                   |                 |
| 88 | 22         | «Время взаймы» «Four Light Years Farther»                         | Джозеф Л. Скэнлэн | Майкл Лосефф                      | 27 августа 2000 |
| Весь Отдел не мог найти Никиту и Майкла примерно месяц, судя по не зажившему шраму на его щеке. Но внезапно в Отделе замечают, что Майкл и Никита, как будто сами хотят, чтобы их нашли. Их находят и решают ликвидировать, но только одного из них — Никиту. Однако в последнее мгновенье всё меняется. Прилетает мистер Джонс, и все видят Мика Штоппеля. Мистер Джонс говорит, что Мик был придуман, чтобы вести разведку в Отделе, и оставаться незамеченным, а Никита — секретный агент, которую он завербовал три года назад после первого побега. Никита начинает проверку всех оперативников. Первой она говорит с Мэдлен о её отношениях к Шефу, а ещё говорит, что они не подходят друг другу. Мэдлен вытаскивает из волос таблетку с ядом и глотает её. Никита говорит с Вальтером, который признаётся ей, что нарушил все правила Отдела, помогая ей и Майклу, потому что испытывал к ней симпатию. Майкл уходит из Отдела.                              |            |                                                                   |                   |                                   |                 |

### Сезон 5 (2001)
| № общий | № в сезоне | Название                                                 | Режиссёр     | Автор сценария               | Дата премьеры   |
| --- | ---------- | -------------------------------------------------------- | ------------ | ---------------------------- | --------------- |
| 89 | 1          | «Снова дежавю» «Déjà Vu All Over Again»                  | Джон Кассар  | Роберт Кокран                | 7 января 2001   |
| Шеф говорит Никите, что не может отпустить её в Центр без совета. Он советует ей быть осторожней с мистером Джонсом. Между тем оперативники Отдела захватывают человека, который под пытками говорит, что знает о месте собрания «Красной Ячейки», и что базу убрали из Минска. Мистер Джонс отправляет Никиту на последнее задание — ей нужно будет поработать с Чарльзом Долматовым. Шеф отправляет Никиту и её нового напарника Марко О' Брайена в Северную Африку, где будет происходить встреча людей из «Красной Ячейки». |            |                                                          |              |                              |                 |
| 90 | 2          | «Девушка, которой там не было» «A Girl Who Wasn’t There» | Терри Ингрэм | Лоуренс Хэртцог              | 14 января 2001  |
| Стараниями Куин, появляется голографическая копия Мэдлен, но потом Шеф понимает, что это не выход, и удаляет эту программу. |            |                                                          |              |                              |                 |
| 91 | 3          | «Прийти извне» «In Through the Out Door»                 | Рене Боньер  | Дэвид Волков                 | 21 января 2001  |
| 92 | 4          | «Весь мир — театр» «All the World’s A Stags»             | Джоэл Сурноу | Дэвид Волков                 | 4 февраля 2001  |
| 93 | 5          | «Человек за занавеской» «The Man Behind the Curtain»     | Рене Боньер  | Лоуренс Хэртцог              | 11 февраля 2001 |
| 94 | 6          | «Зло, совершаемое людьми» «The Evil That Men Do»         | Рой Дюпюи    | Энди Хорн и Кэтрин Томлинсон | 18 февраля 2001 |
| 95 | 7          | «Человек да не разделит» «Let No Man Put Asunder»        | Рене Боньер  | Лоуренс Хэртцог              | 25 февраля 2001 |
| 96 | 8          | «Время для каждой цели» «A Time For Every Purpose»       | Брэд Тёрнер  | Майкл Лосефф                 | 4 марта 2001    |